# Быковка (Воротынский район)
Быковка — село в Воротынском районе Нижегородской области. Входит в состав Красногорского сельского совета.
| 2002 | 2010 |
| ---- | ---- |
| 247  | ↘244 |

## Географическое положение
Село Быковка находится в Воротынском районе Нижегородской области и расположено в 140 км к востоку от Нижнего Новгорода по федеральной автотрассе М-7 Волга и в 10 км к югу от автотрассы. Возле села протекает река Урга.

## История
Первое упоминание о деревне Быковка встречается в переписной книге владений князя Алексея Ивановича Воротынского (1646 год). Однако ещё в 1569 году земли от Княгинина до Фокина получил во владение князь Михаил Воротынский. В 1700 году Пётр I подарил здешние земли адмиралу Фёдору Головину. В 1711 году в Быковке построили Знаменскую церковь. Деревня стала селом. В 1720 году потомки первого русского адмирала продали часть своей вотчины Никите Демидову, благодаря чему последний обрел дворянское звание. В дальнейшем селом владела нижегородская ветвь уральских промышленников Демидовых. За время их владения этим селом, особенно в XIX веке Быковка процветало. Здесь впервые в Нижегородской губернии начали сажать картофель, кормовые культуры. Крестьянам делали прививки от оспы. Разводили орловских рысаков, холмогорских коров. была построена оранжерея. Построено два храма теплый зимний — в честь иконы «Знамения» (1829 год)и неотапливаемый летний — в честь Рождества Христова (1830 год). После отмены крепостного права уже через два года местные крестьяне выкупили наделы и стали самостоятельными хозяевами на своей земле.
В конце XIX — начале XX вв. Быковка фактически была административным центром Васильсурского уезда, в частности, там располагалась уездная земская управа.
В 1918 году в состав Быковской волости входили села современного Спасского района: Ивановское, Братцевка (ныне Кирилловка), Новый Усад, а также село Покров-Майдан, деревни Крутцы, Покровка, Липовка, Сарайки, расположенные на территории нынешнего Воротынского района.
После Октябрьской революции 25 июля 1918 года в селе вспыхнуло крестьянское восстание против Советской власти, которое было жестоко подавлено. При подавлении восстания погибли 19 местных жителей, 29 человек были арестованы. В ходе репрессий было изъято большое количество денежных средств, а также наложена большая контрибуция на местных крестьян. Было разграблено родовое поместье Демидовых, разорено родовое кладбище. В порядке классовой мести были расстреляны трое жителей села: А. Демидов, Л. Петровский и И. Ерин. 14 января 2014 года прокуратурой Нижегородской области в порядке исполнения Закона РФ «О реабилитации жертв политических репрессий» от 18 октября 1991 года они были реабилитированы.
В 1945 году актёр и режиссёр Борис Бабочкин по сценарию Михаила Папавы снял фильм «Родные поля», в котором рассказывается о событиях в Быковке в первые годы Великой Отечественной войны (сценарист фильма в эвакуации жил в Быковке).
В 1960 году был установлен памятник коммунистам, погибшим при подавлении восстания. Для его изготовления использовали надгробный памятник Марии Александровны Демидовой (Каргер), заменив на нём крест на звезду и выбив имена погибших.